# Poix
Poix – miejscowość i gmina we Francji, w regionie Grand Est, w departamencie Marna.
Według danych na rok 1990 gminę zamieszkiwało 106 osób, a gęstość zaludnienia wynosiła 7 osób/km².